# Musée de la vie bourguignonne Perrin de Puycousin
Le musée de la vie bourguignonne Perrin de Puycousin est un « musée ethnologique bourguignon » hébergé dans le monastère des Bernardines de Dijon en Côte-d'Or et associé au musée d'art sacré de Dijon de l'église Sainte-Anne de Dijon.

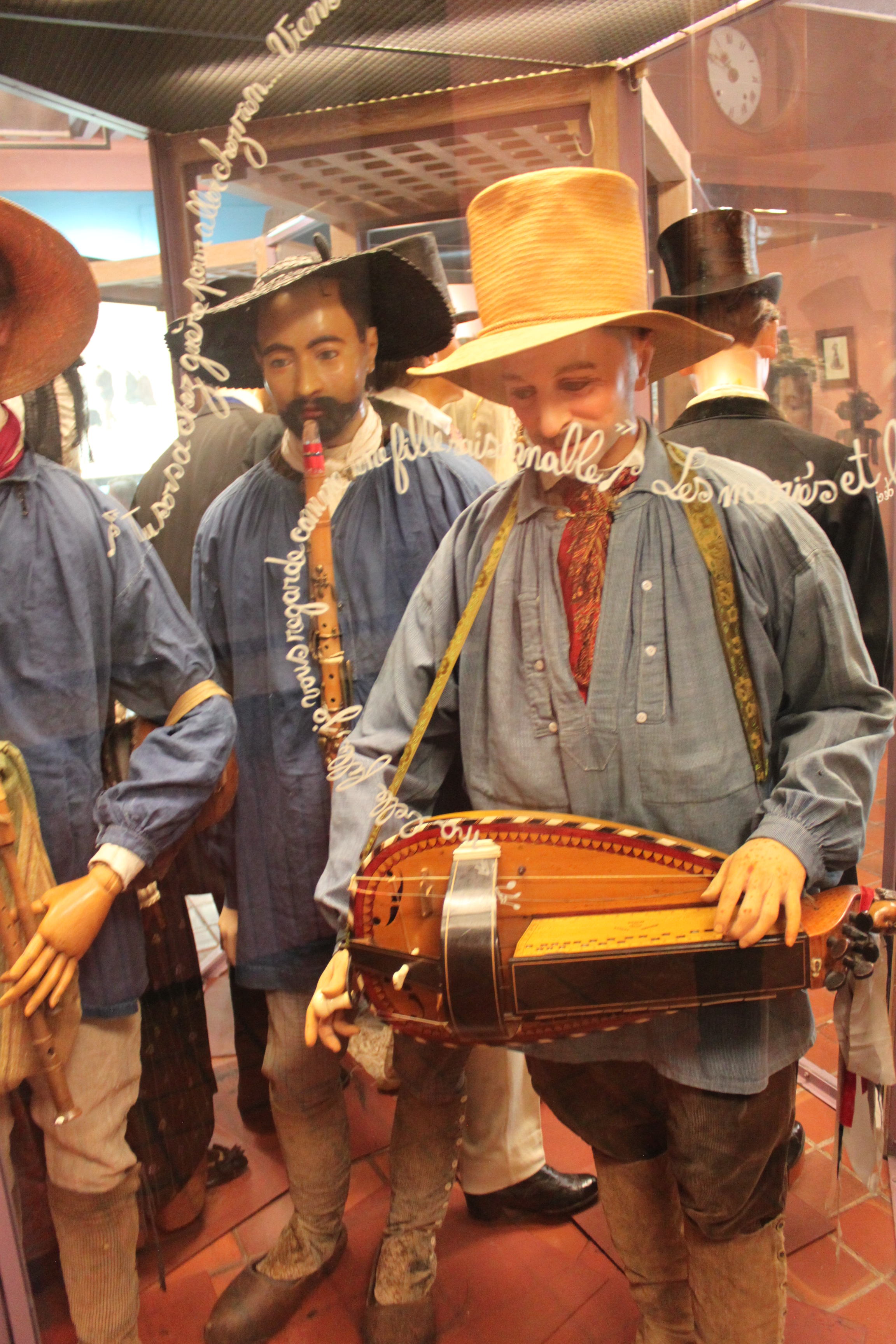

## Historique
En 1938 un premier musée est fondé par le collectionneur Maurice Bonnefond Perrin de Puycousin dans l'Hôtel Aubriot du 40 rue des Forges. En 1949 le musée est rattaché au musée des beaux-arts de Dijon puis fermé en 1970 à cause de son importante détérioration.
En 1984, le musée est transféré dans l'ancien monastère des Bernardines de Dijon (XVIIe siècle), 17 rue Sainte-Anne à Dijon.
En 1993, le musée d'art sacré de Dijon de l'église Sainte-Anne de Dijon est rattaché au musée.

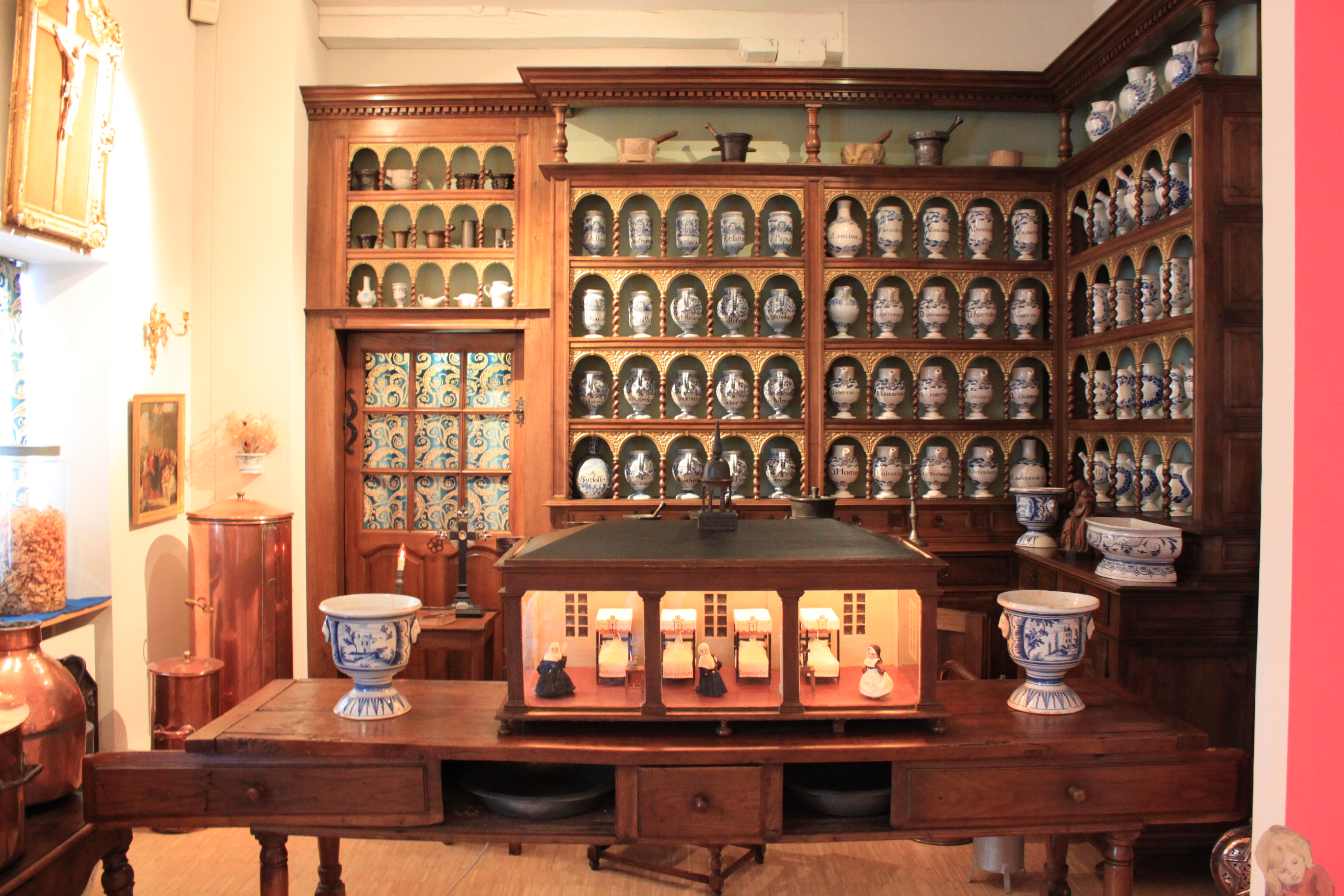
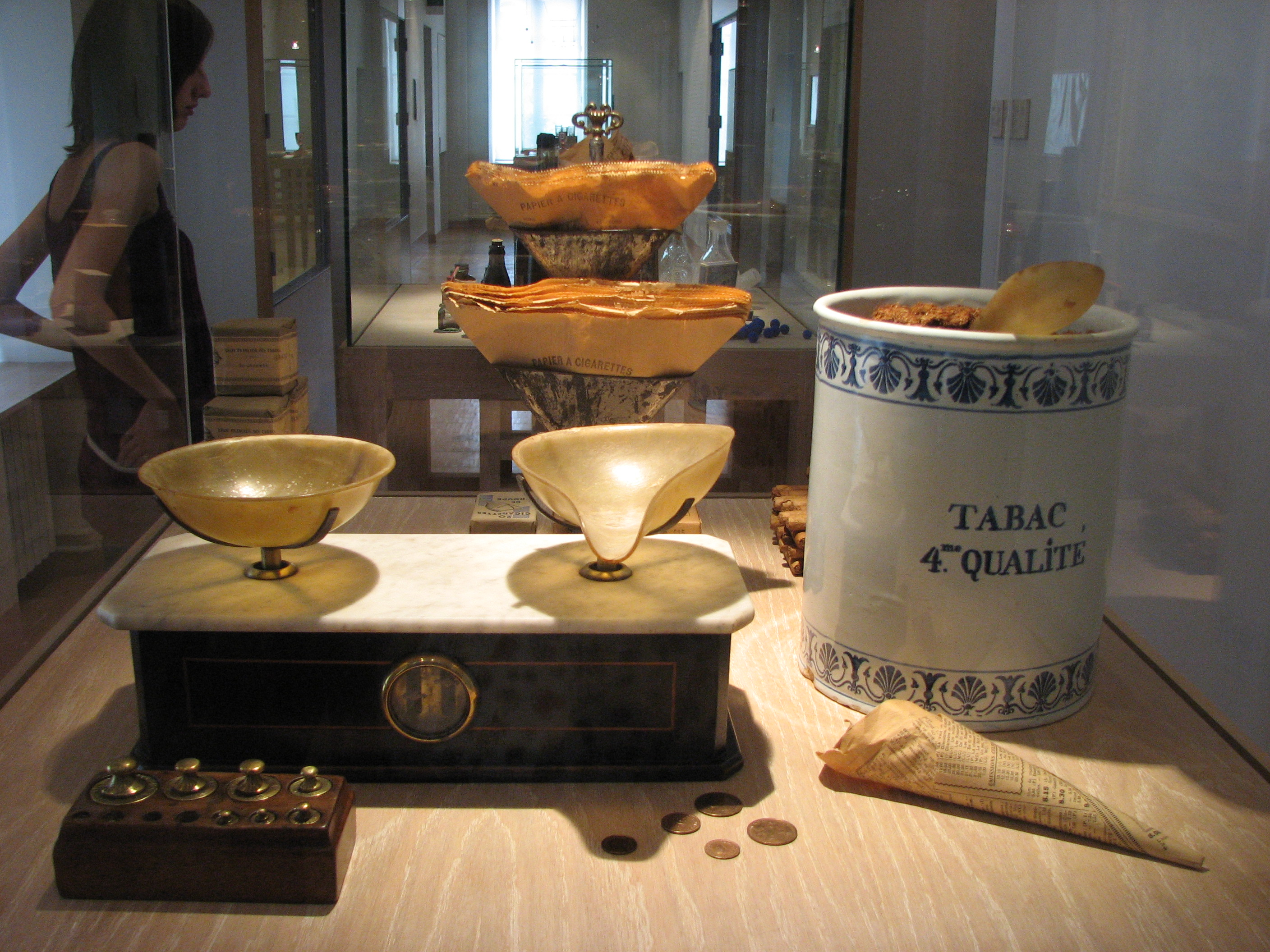
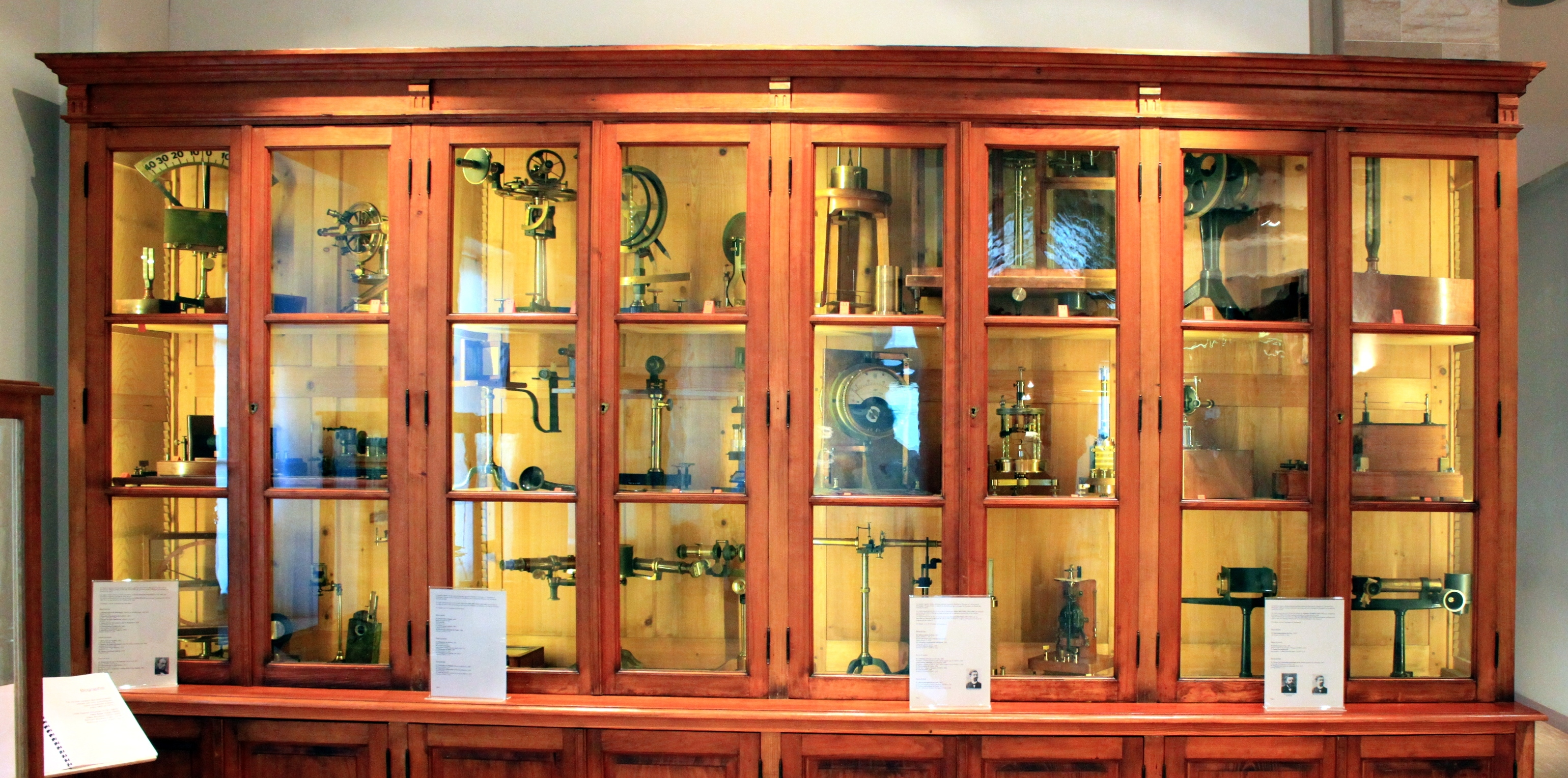
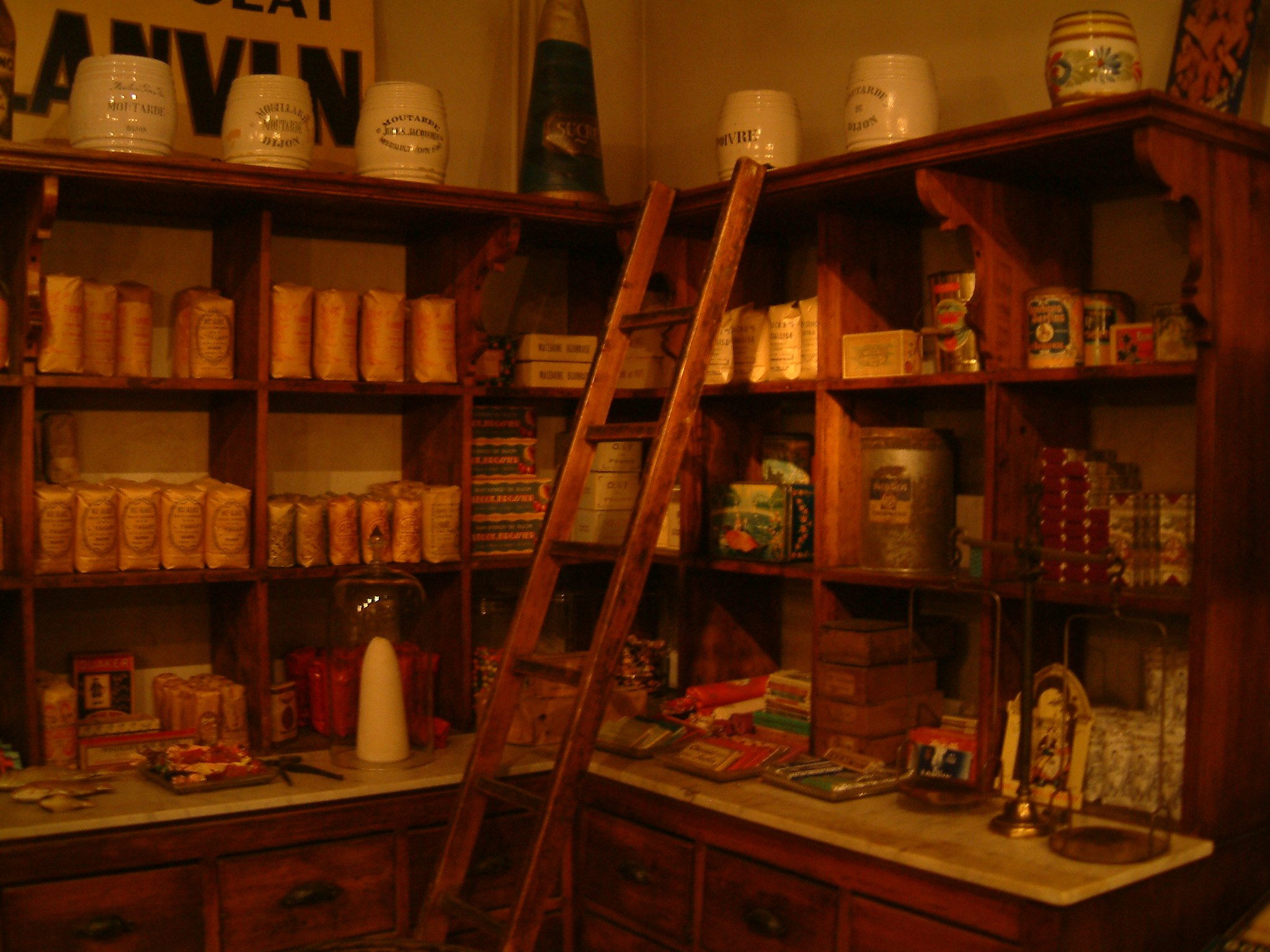

## Collections
- Patrimoine ethnographique rural traditionnel bourguignon de la fin du XIXe siècle : habitat, mobilier, équipements domestiques, costumes régionaux ...
- Métiers, outils, industrie, agroalimentaire : onze commerces dijonnais reconstitués dont chapellerie, pharmacie, salon de coiffure, épicerie, boucherie ...
- Patrimoine historique de la moutarde en évoquant ses origines, sa fabrication, le rôle déterminant de Dijon.
- Fonds documentaire de plus de 4500 ouvrages, 110 titres de périodiques, photographiques ...

## Quelques œuvres
Peintures
- Théodore Basset de Jolimont, L'église Saint-Michel, 1831, aquarelle
- Charles Honoré Carteron, Fête des vendanges en Macônnais, 1856, huile sur toile, 118 x 146 cm[1],[2]
- Gabriel Chapuis, L'usine Pernot, 1897, huile sur toile, 103,5 x 193 cm
- André Claudot, Enseigne de luthier, huile sur toile, v. 1923, 90 x 260 cm
- Charles Clair, Les lavandières, huile sur toile, fin du XIXe siècle
- Jean-Jean Cornu, Autoportrait, huile sur toile
- Auguste Drouot, L'église Notre-Dame avec le Jacquemart, début XXe siècle, aquarelle sur papier
- Jean-Marie Jacomin, Militaire blessé racontant ses campagnes, 1822, huile sur toile, 94 x 75 cm[3]
- François-Louis Lanfant de Metz, La moutarde de Dijon, huile sur carton, 36.5 x 31.8 cm[4]
- Paul Laureaux : 
  - La démolition du château de Dijon, 1891, huile sur toile
  - Dijon, la brasserie du Parc, 1891, huile sur toile
- Henri-Léopold Lévy, Les Gloires de la Bourgogne,1895, huile sur toile,162 x 282 cm[5]

[Tableau préparatoire pour la grande toile ornant la salle des Etats au sein du Palais des ducs de Bourgogne de Dijon.] 
- Paul Lippe :
  - La tour de Bar, fin du XIXe siècle, aquarelle sur papier
  - Une ferme à Mirande, 1918, aquarelle sur papier
- Raoul de Meixmoron, Bombardement des tranchées, v. 1920, huile sur carton, 73.3 x 88.2 cm
- Charles Monginot, Singe nourrissant un oisillon avec de la moutarde de Dijon, huile sur toile, 58.2 x 50.5 cm[6]
- Édouard Paupion, La barricade de la rue Jeannin à Dijon, huile sur toile
- Aimé Perret, Le Saint Viatique en Bourgogne, 1879, huile sur toile
- Henri Regnault, Garibaldi sous les murs de Dijon, 1871, gouache sur papier, 27.8 x 21.8 cm
- Charles Ronot:
  - Alexandrine la petite vachère, 1879
  - Les porteuses de fagots, 1879
- Jules Talmot, La rue Claude-Ramey, 1885, huile sur toile, 83 x 55 cm
- Henri Vincenot, Vendanges en Bourgogne, huile sur bois, v. 1945

Sculptures
- Henri Bouchard, Autoportrait, v.1920, bronze
- Pierre Vigoureux. Le musée possède un fonds important de ce sculpteur.
- Henri Vincenot, Buste de Claudine Bargel, terre cuite